# Australasian Fire and Emergency Service Authorities Council
Das Australasian Fire and Emergency Service Authorities Council  (AFAC) ist die staatliche Dachorganisation Australiens, die für die Bekämpfung von Buschfeuer, die Notfallorganisation und die Agenturen der Landesverwaltung in Australien und Neuseeland zuständig ist.
Sie wurde im Jahr 1993 gegründet und hat 36 Voll- und 11 angeschlossene Mitglieder.
Die Organisation betreibt seit dem 1. September ein AFAC Knowledge Web. Dabei handelt es sich um eine Internetsite für AFAC-Mitglieder, ausgewählten Forschungspartnern und der zugehörigen Industrie, die Berichte über Buschfeuer, Fallstudien und Fachartikel zur Verfügung stellt.

## Mitglieder
Mitglieder sind:

### Vollmitglieder
- Australien
  - Australian Council of State Emergency Services
  - Emergency Management Australia

- Australian Capital Territory
  - Australian Capital Territory Emergency Services Agency
  - Airservices Australia

- New South Wales
  - New South Wales Fire Brigades
  - New South Wales Rural Fire Service
  - Forests New South Wales
  - Department of Environment and Conservation, NSW

- Northern Territory
  - Northern Territory Fire and Rescue Service
  - Bushfire Council of Northern Territory

- Queensland
  - Forestry Plantations – Queensland
  - Queensland Parks and Wildlife Services
  - Department of Emergency Services – Queensland
  - Queensland Fire and Rescue Service

- South Australia
  - South Australian Metropolitan Fire Service
  - Country Fire Service, South Australia
  - Department of Environment & Heritage, SA
  - Forestry, SA

- Tasmanien
  - Forestry Tasmania
  - Parks & Wildlife, Tasmania
  - Tasmania Fire Service

- Victoria
  - Country Fire Authority, Victoria
  - Department of Sustainability & Environment, VIC
  - Metropolitan Fire and Emergency Services Board, Melbourne

- Western Australia
  - Fire and Emergency Services Authority of Western Australia
  - Department of Environment & Conservation, WA

- Neuseeland
  - New Zealand Fire Service

### Angeschlossene Mitglieder
- Government Fire Services Department of Mauritius
- Bureau of Meteorology
- Papua New Guinea Fire Service
- Hong Kong Fire Services Department
- Brisbane City Council Local Asset Services
- CSIRO Forestry & Forest Products
- Army Emergency Response
- Fire and Rescue and Emergency Services East Timor Public Administration
- Communities and Local Government (früher Büro des Deputy Prime Minister)
- New Zealand's Department of Conservation
- South Australian Fire and Emergency Service Commission (SAFECOM)